# Травна (Хвар)
43° 10′ 33″ N 16° 19′ 05″ E / 43.17583° С; 16.31806° И
Травна је ненасељено острвце у хрватском дијелу Јадранског мора. Налази се у групи Паклених отока у средњој Далмацији 10 km западно од града Хвара  и 150 m сјеверозападно од острва Вели Водњак.
Дужина обалске линије острвцета је 0,33 km, дужина 140 m, ширина 80 m, а површина 0,01 .